# El cuento de las comadrejas
El cuento de las comadrejas (anteriormente titulada Regreso triunfal) es una película argentina de 2019 coescrita, coproducida y dirigida por Juan José Campanella, adaptación de Los muchachos de antes no usaban arsénico (1976). Protagonizada por los primeros actores Graciela Borges, Luis Brandoni, Oscar Martínez y Marcos Mundstock. Coprotagonizada por Nicolás Francella y Clara Lago. Fue estrenada el 16 de mayo de 2019 en Argentina y el 12 de julio del mismo año en España.
Disponible en StarPlus+

## Argumento
Mara Ordaz, quien en su juventud fue una exitosa actriz ganadora de un Oscar, vive ahora en una vieja y aislada mansión junto a su esposo Pedro de Córdova, un actor fracasado que ahora está en silla de ruedas y dedica su tiempo a la pintura; Martín Saravia, mordaz guionista de las películas de Mara, que cayó en desgracia al hacer un documental que levantó ampollas durante la dictadura; y Norberto Imbert, director, quien se retiró en solidaridad con su amigo Martín y se dedica a disparar con su escopeta a las comadrejas que se acercan a la mansión. Martín y Norberto estaban casados respectivamente con la hermana y la mejor amiga de Mara, quien las invitó a vivir ahí, pero tras la muerte de la primera en un accidente y la misteriosa desaparición de la segunda ambos esposos continuaron en la mansión para gran desquicie de la actriz. 
Su tranquila monotonía es amenazada por la llegada de Francisco Gourmand y Bárbara Otamendi, dos jóvenes que buscan un teléfono para cancelar una importante reunión tras sufrir problemas en el camino. Ambos quedan maravillados al reconocer a los habitantes de la casa, y Mara, adulada, termina mostrándoles toda la mansión. Mara queda deslumbrada por los elogios de Francisco, quien le sugiere mudarse a la ciudad para retomar su carrera, y le revela que ellos llevan una pequeña agencia inmobiliaria que podría encargarse de vender su casa. Bárbara admira los cuadros y las esculturas de Pedro, pero ni sus halagos ni los de Francisco son capaces borrar la desconfianza de Martín y Norberto. 
Mara anuncia que va a vender la mansión, lo que implica dejar a dicho par en la calle, y aunque estos tratan de disuadirla ella se mantiene firme en su decisión. Francisco lleva a Mara a un lujoso restaurante, donde es reconocida por el aparcacoches y la camarera, y acaba accediendo a firmar un papel en donde le autoriza a vender la casa. Cuando se marcha al baño, se revela que ambos trabajadores estaban actuando bajo las órdenes de Francisco, pues todo forma parte de un plan fríamente preparado para apoderarse de la casa de Mara. 
Cuando la actriz encuentra las escrituras, recuerda que secretamente puso la casa a nombre también de Pedro, en una prueba de amor y de culpa por el accidente que le llevó a su estado. Al revelárselo a su esposo él se opone a la venta, pero Mara le dice a Francisco que lo convencerá. También descubren que tienen numerosas deudas de impuestos atrasados que Mara ignoró y que así no se puede vender la casa, por lo que ella decide vender el único objeto de valor que le queda: el brazalete que le regaló Omar Ghassan, un antiguo compañero de reparto, y que hizo creer a todos los demás que era una simple baratija. Descubrir el verdadero valor de la joya aumenta la sospecha en Pedro de que Mara tuvo una aventura con Omar, quien siempre estuvo resentido porque Norberto no le eligiera a él como protagonista de la película y le diera el papel de un simple eunuco. Esto propició sus celos al ver la complicidad de su esposa con otro hombre y cómo ambos daban pie a rumores de romance por parte de la prensa, lo que culminó en una discusión durante un viaje en automóvil que resultó en el accidente que dejó a Pedro en silla de ruedas. Mara le confirma finalmente la infidelidad, confesándole que lleva cuarenta años arrepentida por ello. 
Mientras tanto, Martín y Norberto deciden recuperar el brazalete en señal de buena voluntad, situación algo difícil ya que, al creer que se trataba de una baratija, enterraron a la hermana de Mara con ella. El cadáver resulta estar en el interior de la estatua de jardín supuestamente creada por Pedro que hay frente a la mansión. Aunque se la devuelven a Mara tras desinfectarla, ella no cambia de opinión y queda con Francisco en el restaurante para entregársela y que él pueda cancelar sus deudas. Cuando va al baño se reencuentra accidentalmente con la camarera supuestamente admiradora suya, que dice mal su apellido, por lo que decide ponerla a prueba con información de su carrera incluyendo una pregunta sobre qué le pareció su muerte en una de sus películas (cuando había cambiado el guion de Martín para omitir esa escena pensando que al público no le gustaría ver su muerte, aunque Martín piensa que es que era incapaz de interpretar su muerte). Al ir a enfrentar a Francisco por el engaño e intentar cancelar la venta, él le revela que el documento que firmó la obliga a pagar todas las costas de la búsqueda de comprador, dejándola con una deuda que no tiene cómo pagar. 
Norberto acude a las oficinas de Francisco y Bárbara, que en realidad forman parte de una gran empresa dedicada al desarrollo de complejos inmobiliarios. Cuando está a punto de suplicar que les dejen en paz, Bárbara le cuenta que estuvo investigando y que ni la difunta esposa de Martín tiene certificado de defunción, ni la huida esposa de Pedro tiene una dirección más reciente que la casa de Mara. Bárbara le amenaza con esa información para que no hagan nada contra Francisco, Mara y ella. 
Mara regresa a la mansión arrepentida al saber toda la verdad, donde los hombres la confrontan y la acusan de desagradecida por lo que hicieron por ella ocho años atrás. Resultó que Mara, en su delirio narcisista, recreaba una y otra vez la entrega de su Oscar junto a su hermana y su amiga. En una de esas dejó caer accidentalmente el trofeo sobre esta última, que hacía de público aplaudiendo desde abajo mientras las otras estaban junto a la baranda de la primera planta. Cuando la hermana, que hacía de la mujer que entregaba el premio, bajó a socorrerla, se tropezó por las escaleras y murió también. Los hombres ayudaron a esconder los cuerpos para que Mara no atravesara un escándalo por el suceso. 
Los cuatro traman un plan antes de la llegada de los invasores, que vienen a firmar la compra de la casa trayendo consigo 200 mil dólares como adelanto del pago. Después de que Francisco, Bárbara y Mara toman del té de almendras de Martín, este les revela que estaba envenenado por cianuro. Cuando Mara empieza a notar la falta de aire, Pedro queda horrorizado al descubrir que el veneno no estaba solo en los vasos de los otros dos como creyó. Mientras le confiesa su amor en sus últimos momentos, Martín y Norberto revelan a la otra pareja que escondieron un frasco de antídoto en la casa y empiezan a jugar con ellos. Bárbara recuerda que vio el frasco en el jardín y corren a por él, pero empiezan a forcejear para obtenerlo cuando les dicen que contiene una única dosis.
Cuando al fin Francisco consigue el frasco, Bárbara le dispara con la escopeta de Norberto y recupera el antídoto. Tras tomárselo, Martín y Norberto le cuentan que ese era el verdadero veneno y que el té solo les había producido una intoxicación leve. La moraleja del guion de Martín era que, si hubieran compartido el supuesto antídoto, la dosis de veneno ingerida no habría sido suficiente para matarles y la pareja había podido irse junta. Cuando vuelven con Mara y Pedro, él protesta de que le considerasen tan mal actor que le hubiesen hecho creer que el veneno estaba en el té y que Mara estaba muriendo de verdad, mientras ella reafirma su capacidad para interpretar su propia muerte. 
La película acaba con Mara y Pedro al fin reconciliados en la mansión mientras los cuatro buscan qué hacer con los 200 mil que obtuvieron fraudulentamente, mientras dos nuevas estatuas "de Pedro" adornan su jardín.

## Reparto
- Graciela Borges como Mara Ordaz.
- Oscar Martínez como Norberto Imbert.
- Luis Brandoni como Pedro De Córdova.
- Marcos Mundstock como Martín Saravia.
- Clara Lago como Bárbara Otamendi.
- Nicolás Francella como Francisco Gourmand.

## Producción
La película fue producida por 100 Bares, productora del mismo Campanella, en coproducción con la española Tornasol Films, y con el apoyo del ente privado Telefé y el ente estatal INCAA. Se trata de una adaptación de la cinta de comedia negra estrenada hace más de 40 años Los muchachos de antes no usaban arsénico. En palabras del director se trató de "la película argentina más ingeniosa de los últimos tiempos que tuvo la mala suerte de haber sido estrenado la semana del golpe de marzo de 1976". Además agregó que la adaptación tendrá algunos cambios de enfoque "por el cambio de sensibilidad, le haremos un aggiornamiento, realzando conflictos que no eran el eje de la original (...) Ya no pasará por la guerra de géneros".

## Premios y nominaciones
| Año  | Nominado        | Galardón                   | Resultado                                           | Ref.      |             |
| ---- | --------------- | -------------------------- | --------------------------------------------------- | --------- | ----------- |
| 2020 | Premios Platino | Mejor Director             | Juan José Campanella                                | Nominado  | [ 3 ] [ 4 ] |
| 2020 | Premios Platino | Mejor Actriz               | Graciela Borges                                     | Nominada  | [ 3 ] [ 4 ] |
| 2020 | Premios Platino | Mejor Banda Sonora         | Emilio Kauderer                                     | Nominado  | [ 3 ] [ 4 ] |
| 2020 | Premios Platino | Mejor Sonido               | José Luis Díaz                                      | Nominado  | [ 3 ] [ 4 ] |
| 2020 | Premios Sur     | Mejor Película             | Mejor Película                                      | Nominado  | [ 5 ] [ 6 ] |
| 2020 | Premios Sur     | Mejor Director             | Juan José Campanella                                | Nominado  | [ 5 ] [ 6 ] |
| 2020 | Premios Sur     | Mejor Actriz               | Graciela Borges                                     | Ganadora  | [ 5 ] [ 6 ] |
| 2020 | Premios Sur     | Mejor Guion Adaptado       | Juan José Campanella, Darren Kloomok                | Nominados | [ 5 ] [ 6 ] |
| 2020 | Premios Sur     | Mejor Dirección de Arte    | Nelson Luty                                         | Nominado  | [ 5 ] [ 6 ] |
| 2020 | Premios Sur     | Mejor Diseño de Producción | Cecilia Monti                                       | Nominado  | [ 5 ] [ 6 ] |
| 2020 | Premios Sur     | Mejor Maquillaje           | Osvaldo Esperón, Sylvie Imbert, Beatushka Wojtowicz | Nominados | [ 5 ] [ 6 ] |
| 2020 | Premios Sur     | Mejor Fotografía           | Félix Chango Monti                                  | Nominado  | [ 5 ] [ 6 ] |
| 2020 | Premios Sur     | Mejor Sonido               | José Luis Díaz                                      | Ganador   | [ 5 ] [ 6 ] |
| 2020 | Premios Sur     | Mejor Edición              | Juan José Campanella                                | Nominado  | [ 5 ] [ 6 ] |
| 2020 | Premios Sur     | Mejor Banda Sonora         | Emilio Kauderer                                     | Nominado  | [ 5 ] [ 6 ] |